# Gwido I de la Roche
Gwido I de la Roche (1205–1263) – władca Księstwa Aten w latach 1225–1263. Bratanek Ottona de la Roche.

## Życiorys
W 1210 roku Gwido otrzymał od swego stryja Ottona władzę nad połową Teb. Po wyjeździe Ottona do Burgundii objął całe Księstwo oraz Argos i Nauplię, z których złożył hołd lenny księciu Achai. Długie panowanie Gwidona przyniosło wzrost i umocnienie pomyślności Księstwa. Dobrą sytuację ekonomiczną zapewniały Księstwu produkcja jedwabiu, której centrum znajdowało się w rejonie Teb oraz handel nim z Wenecją i Genuą. W 1240 roku Gwido I wydzielił połowę Teb swojemu szwagrowi Beli z Saint Omer, mężowi siostry Gwidona I, Bonne de la Roche.
Kiedy w 1256 roku książę Achai Wilhelm II Villehardouin podjął kroki zmierzające do podporządkowania sobie Eubei, Gwido I poparł występujących w obronie swych interesów na Eubei Wenecjan. Wiosną 1258 roku Wilhelm II podjął wyprawę karną przeciw Tebom. Gwido I, który zastąpił mu drogę, został rozbity w bitwie u stóp góry Karydi. Oblężony w Tebach musiał się poddać. Złożył następnie hołd lenny Wilhelmowi II w Nikli, ale obecni w Nikli baronowie uznali, że jako baronowie królestwa francuskiego nie są parami Gwidona I i wysłali go przed sąd króla francuskiego Ludwika IX Świętego. Dwór francuski uznał, że Gwido I nie podlegał obowiązkowi złożenia hołdu lennego, nie może więc być pozbawionym swego lenna. Ostatecznie więc jedyną karą była dla Gwidona I sama podróż. Reprezentująca poglądy Achai Kronika z Morei utrzymuje, że władztwo Gwidona I było zwykłym senioratem i dopiero król Ludwik IX podniósł je do rangi księstwa w 1260 roku.
Wiosną tego roku Gwido I powrócił do Grecji. W drodze powrotnej doszła go wiadomość, że Wilhelm II, po klęsce w bitwie pod Pelagonią, znalazł się w niewoli cesarza nicejskiego Michała Paleologa. Rok później nicejczycy zdobyli Konstantynopol kładąc kres istnieniu Cesarstwa Łacińskiego. Gwido I przeżył wszystkie te wstrząsy o dwa lata przekazując księstwo synowi Janowi I.